# Championnat de Libye de football 1972-1973
Navigation
Saison précédente Saison suivante
La saison 1972-1973 du Championnat de Libye de football est la neuvième édition du championnat de première division libyen. La compétition réunit onze équipes au sein d'une poule unique où elles affrontent deux fois leurs adversaires, à domicile et à l'extérieur. En fin de saison, le dernier du classement est relégué et remplacé par le meilleur club de Second Division.
C'est le club d'Al Ahly Tripoli qui remporte la compétition après avoir battu lors du match pour le titre le tenant du titre, Al Ahly Benghazi. C'est le troisième titre de champion de Libye de l'histoire du club.

## Les clubs participants
| - Al Ittihad Tripoli - Al Ahly Benghazi - Al Ahly Tripoli - Al Shorta Tripoli - Al Hilal Benghazi - Al Marj Tripoli - Promu de Second Division | - Al Medina Tripoli - Al Africy - Al Wahda Tripoli - Al Nasr Benghazi - Al Tahaddy Benghazi |

## Compétition

### Classement
| Rang | Équipe              | Pts | J  | G  | N | P  | Bp | Bc | Diff |
| ---- | ------------------- | --- | -- | -- | - | -- | -- | -- | ---- |
| 1    | Al Ahly BenghaziT   | 39  | 20 | 13 | 5 | 2  | 36 | 13 | +23  |
| 2    | Al Ahly Tripoli     | 33  | 20 | 11 | 9 | 0  | 26 | 7  | +19  |
| 3    | Al Ittihad Tripoli  | 31  | 20 | 8  | 8 | 4  | 23 | 17 | +6   |
| 4    | Al Nasr Benghazi    | 24  | 20 | 8  | 7 | 5  | 18 | 13 | +5   |
| 5    | Al Hilal Benghazi   | 23  | 20 | 7  | 7 | 6  | 21 | 18 | +3   |
| 6    | Al Madina Tripoli   | 22  | 20 | 7  | 4 | 9  | 26 | 30 | -4   |
| 7    | Al Wahda Tripoli    | 21  | 20 | 7  | 3 | 10 | 19 | 18 | +1   |
| 8    | Al Shorta Tripoli   | 20  | 20 | 5  | 5 | 10 | 17 | 27 | -10  |
| 9    | Al Tahaddy Benghazi | 17  | 20 | 5  | 5 | 10 | 13 | 26 | -13  |
| 10   | Al Africy           | 16  | 20 | 4  | 5 | 11 | 17 | 26 | -9   |
| 11   | Al Marj TripoliP    | 15  | 20 | 4  | 4 | 12 | 13 | 34 | -21  |

| Qualifications et relégations | Qualifications et relégations                    |
| ----------------------------- | ------------------------------------------------ |
|                               | Qualification pour le match pour le titre        |
|                               | Relégation directe en Second Division            |
|                               | T : Tenant du titre P : Promu de Second Division |

### Matchs

#### Match pour le titre
Al Ahly Tripoli et Al Ahly Benghazi ayant terminé à égalité de points en tête du classement, un match décisif est organisé pour les départager.
| Équipe 1        | Résultat | Équipe 2         |
| --------------- | -------- | ---------------- |
| Al Ahly Tripoli | 1 - 0    | Al Ahly Benghazi |

## Bilan de la saison
| Championnat de Libye de football 1972-1973 |                            |
| Champion                                   | Al Ahly Tripoli (3e titre) |
| Coupes et trophées                         |                            |
| Vainqueur de la Coupe de Libye 1972-1973   | Non disputée               |
| Qualifications continentales               |                            |
| Coupe d'Afrique des clubs champions 1974   | Al Ahly Tripoli            |
| Promotions et relégations                  |                            |
| Promus en Premier League                   | Al Tayaran                 |
| Relégués en Second Division                | Al Marj Tripoli            |